# Canal Portland
Pour les articles homonymes, voir Portland.
Le canal Portland, en anglais Portland Canal, est un fjord du Canada et des États-Unis qui constitue l'une des ramifications du golfe de Portland, l'un des principaux fjords de la côte de la Colombie-Britannique. Il mesure 114 kilomètres (71 mi) de longueur et forme une partie de la frontière entre l'État d'Alaska aux États-Unis et la province de la Colombie-Britannique au Canada.
Malgré son nom de canal, il s'agit d'un fjord naturel qui s'étend vers le nord sur 114 kilomètres (71 mi) depuis le golfe de Portland au sud jusqu'à Stewart en Colombie-Britannique et à Hyder en Alaska au nord. L'emplacement précis de la frontière passant par le canal Portland a fait l'objet de négociations qui se sont terminées en 1903. À son départ, on trouve la ville abandonnée d'Anyox.
Son nom provient de la langue Nisgha et signifie « à l'arrière » (de quelque chose). Sa partie amont était le domaine du peuple Tsetsaut, de langue athapascane, qui a été décimé par la guerre et les épidémies. 
Son nom anglais lui a été donné par George Vancouver en 1793, en l'honneur de William Cavendish-Bentinck, troisième duc de Portland. L'appellation de « canal » provient des explorateurs espagnols au XVIIIe siècle qui employait le mot dans le sens connu dans leur langue.

## Référence
- (en) Cet article est partiellement ou en totalité issu de l’article de Wikipédia en anglais intitulé « Portland Canal » (voir la liste des auteurs).